# USS Gerald R. Ford (CVN-78)
USS Gerald R. Ford (CVN-78) é um porta-aviões nuclear norte-americano, o primeiro Classe Gerald R. Ford. O navio foi encomendado em 2006, lançado ao mar em 2009 e entrou oficialmente em serviço em julho de 2017.
Foi batizado pela filha do ex-Presidente, Susan Ford em 9 de novembro de 2013, em cerimônia que decorreu no porto de Newport News, no estado da Virgínia perto da base naval de Norfolk. Segundo o jornal Wall Street Jornal o custo total do novo porta-aviões ascende a 12,8 bilhões de dólares.

## Nome do navio

Gerald Ford em 1945 quando servia na Marinha dos Estados Unidos.

O nome do navio homenageia Gerald Ford (1913-2006) trigésimo-oitavo presidente dos Estados Unidos.